# Jean Joubert
Pour les articles homonymes, voir Joubert.
Jean Joubert, né le 27 février 1928 à Châlette-sur-Loing (Loiret) et mort le 28 novembre 2015 à Montpellier, est un poète et romancier français. Il a beaucoup écrit d'ouvrages, notamment de la littérature d'enfance et de jeunesse.

## Biographie
Jean Joubert passe son enfance à Châlette-sur-Loing. Il voit peu à peu son village se transformer en banlieue industrielle de Montargis. De cette expérience, il restera marqué et c'est un thème qui est sous-jacent dans toute son œuvre et plus particulièrement dans L'Homme de sable. Pendant la guerre, Jean Joubert suit ses études au collège de Montargis. Il y découvre la poésie et se met à écrire des vers. Un oncle sabotier, très proche de lui, l'initie à la littérature et à la politique. En 1948, il déménage à Paris où il entreprend des études de philosophie à la Sorbonne avant de se tourner vers des études d'anglais. En 1953, il part préparer l'agrégation d'anglais à Montpellier. Il enseigne l'anglais au « vieux lycée » de garçons, puis au lycée Joffre. De cette rencontre avec le Sud, Jean Joubert est resté émerveillé. En 1955, il se marie avec Denise qui est professeur de lettres et lui donnera deux enfants ; la même année parait son premier recueil de poème Les Lignes de la main qui obtiendra le prix Antonin-Artaud. En 1958, il participe à la création de la revue littéraire Les cahiers de la Licorne avec d'autres écrivains comme Frédéric Jacques Temple et Henk Breuker. La guerre d'Algérie le marquera, sans qu'il l'évoque directement dans ses écrits. À partir de 1962, année où il a été nommé assistant à la faculté de lettres de Montpellier, Jean Joubert s'installe à Guzargues avec sa famille.
Jean Joubert est président de la première Maison de la poésie du Languedoc-Roussillon à Montpellier. Elle porte aujourd'hui son nom.
Son œuvre comprend une douzaine de recueils de poèmes dont le Chasseur de Sylans en 1974, Les Poèmes 55-75 ; des livres pour les enfants et des romans : La Forêt blanche en 1962, La Neige de juillet en 1963, Un bon sauvage en 1972 et L'Homme de sable en 1975 couronné par le prix Renaudot. Avant tout poète jusque dans ses romans, Jean Joubert a été salué comme l'un des premiers poètes lyriques de sa génération. Après sa mort, la ministre de la culture Fleur Pellerin salue une grande figure de la vie littéraire.

## Œuvres

### Œuvres pour les adultes

#### Romans
- La Forêt blanche, Grasset, 1969
- Un bon sauvage, Grasset, 1972
- L'Homme de sable, Grasset, 1975 ; réédition, Actes Sud, coll. « Babel » no 468, 2001 Prix Renaudot
- Les Sabots rouges, Grasset, 1979 ; réédition, Éditions de l'Écluse, 2007
- Mademoiselle Blanche, Grasset 1990 ; réédition, Domens poche 2008
- Une embellie, Actes Sud, 1996 Prix Méditerranée des lycéens, 1996
- Les Enfants de Noé, 1988
- Un peu avant la nuit, Actes Sud, 2001

#### Recueils de poèmes
- Les Lignes de la Main, Seghers, 1955 Prix Artaud 1956
- Campagnes secrètes, Montpellier, Les Cahiers de la Licorne, 1963, 57 p.
- Les Poèmes - 1955-1975, Grasset, 1977 Prix Mallarmé
- Les Vingt-Cinq Heures du jour, Grasset, 1987
- La Main de feu, Grasset, 1993
- Anthologie personnelle, Actes Sud, 1997
- Arche de la parole, Le Cherche midi, 2001
- Dans le jardin d'Eros / ill. Pierre Cayol. Alain Benoît éditeur, 2001
- Pluie de plumes / ill. Alain Lacouchie, Cahiers de poésie verte, 2003
- Visages, Miroirs  / ill. Pierre Laroche. Éditions de l'envol, 2003
- "Partage du jour (Haiku)", Bois gravés et aquarelles R.A Kleweta, Editions Anima Mundi Belvezy, 2007.
- État d'urgence : Poèmes 1996-2008, Editinter, 2008
- L'Alphabet des ombres, Bruno Doucey, 2014 Prix Roger Kowalski-Grand prix de poésie de la Ville de Lyon
- Longtemps j'ai courtisé la nuit, Editions Bruno Doucey, 2016 Publication posthume de poèmes inédits

#### Recueils de nouvelles
- Le Sphinx et autres récits, Le Cherche midi, 1978
- L'Assistant français, Entailles, Phulippe Nadal éditeur, 1988
- Claire dans le miroir et autres nouvelles, Mélis Éditions, 2004

#### Nouvelle
- La Blancheur des murs (1965), dans Jean Joubert / par Michel Cosem. Rodez : Éditions du Rouergue, coll. « Visages de ce temps » no 38, mai 1994, p. 107-122.  (ISBN 2-905209-87-9)

### Œuvres pour la jeunesse

#### Romans
- Hibou blanc et souris bleue, l'École des loisirs, 1978
- Mystère à Papendroch, l'École des loisirs, 1982
- Histoires de la forêt profonde, illustrations d'Alain Gauthier, l'École des loisirs, 1984
- Les Enfants de Noé, l'École des loisirs, 1988
- Le Pays hors du monde, l'École des loisirs, 1991
- À la recherche du rat-trompette, l'École des loisirs, 1993

- Bongrochagri, Éditions Grandir, 1994
- La Pie Magda, belle brigande, l'École des loisirs, 1995
- Le Chien qui savait lire, l'École des loisirs, 1996
- L'Été américain, l'École des loisirs, 1998, (Médium poche)
- Mademoiselle Nuit, l'École des loisirs, 2000, (Médium poche)
- Blouson bleu, Autres Temps jeunesse, 2001
- Le Roi Jean et son chien, Grandir, 2001
- La Jeune Femme à la rose, l'École des loisirs, 2002
- Voyage à Poudrenville, Éd. des Livres, 2003
- Adrien dragon, Éditions Grandir, 2003
- Jean, il y a des souris dans la cuisine, l'École des loisirs, 2005
- Mini-contes pour enfants pointus, Pluie d'Étoiles, 2007
- Le Voyage en Afrique, Éditions Autres Temps, 2003, Recueils de poèmes
- Poèmes de la lune et de quelques étoiles, l'École des loisirs, 1992
- L'Amitié des bêtes, l'École des loisirs, 1997
- La Maison du poète, Éditions Pluie d'Étoiles, 1999
- Petite musique du jour, Pluies d'Étoiles, 2004
- Chemin de neige Lo Païs d'enfance, Éditions du Rocher, 2006
- Arbre, mon ami, (récit-poème) Album, Éditions Grandir, 2009

## Postérité
Une avenue de Jacou, ville de l'aire urbaine de Montpellier, porte son nom.